# Comuna Iasnîska, Iavoriv
Iasnîska (în ucraineană Ясниська) este o comună în raionul Iavoriv, regiunea Liov, Ucraina, formată din satele Buda, Dibrova, Iasnîska (reședința), Lisopotik, Ozerske și Zadebri.

## Demografie
Componența lingvistică a comunei Iasnîska
     Ucraineană (99,41%)
     Alte limbi (0,37%)
Conform recensământului din 2001, majoritatea populației comunei Iasnîska era vorbitoare de ucraineană (99,41%), existând în minoritate și vorbitori de alte limbi.